# Лейк-Джесси
Лейк-Джесси (англ. Lake Jessie) — тауншип в округе Айтаска, Миннесота, США. На 2010 год его население составило 303 человека. Назван в честь озера Джесси.

## География
По данным Бюро переписи населения США площадь тауншипа составляет 95,0 км², из которых 86,5 км² занимает суша, а 8,4 км² — вода (8,89 %).
Через тауншип проходит  дорога 6 штата Миннесота.

## Население
В 2010 году на территории тауншипа проживало 303 человека (из них 52,5 % мужчин и 47,5 % женщин), насчитывалось 129 домашних хозяйств и 91 семья. На территории города была расположена 281 постройка со средней плотностью 3,2 построек на один квадратный километр суши. Расовый состав населения: белые — 98,3 %, азиаты — 0,7 %.
Население города по возрастному диапазону по данным переписи 2010 года распределилось следующим образом: 23,1 % — жители младше 21 года, 55,4 % — от 21 до 65 лет и 21,5 % — в возрасте 65 лет и старше. Средний возраст населения — 46,6 года. На каждые 100 женщин в Лейк-Джесси приходилось 110,4 мужчин, при этом на 100 совершеннолетних женщин приходилось 113,5 мужчин сопоставимого возраста.
Из 129 домашних хозяйств 70,5 % представляли собой семьи: 57,4 % совместно проживающих супружеских пар (15,5 % с детьми младше 18 лет); 6,2 % — женщины, проживающие без мужей, 7,0 % — мужчины, проживающие без жён. 29,5 % не имели семьи. В среднем домашнее хозяйство ведут 2,35 человека, а средний размер семьи — 2,76 человека. В одиночестве проживали 25,6 % населения, 10,9 % составляли одинокие пожилые люди (старше 65 лет).
В 2014 году из 248 человек старше 16 лет имели работу 130. В 2014 году медианный доход на семью оценивался в 40 500 $, на домашнее хозяйство — в 40 278 $. Доход на душу населения — 21 268 $ в год.